# Остановка в пустыне (книга)
«Остановка в пустыне» — второй стихотворный сборник Иосифа Бродского и первый, составленный самим поэтом. Считается итогом раннего творчества поэта.
С 1965 года Иосиф Бродский жил в Ленинграде (куда вернулся после ссылки). В это время лишь изредка ему удавалось опубликовать что-то из своих стихотворений в советской печати, при этом его стихи печатали в эмигрантских журналах, а в 1965 в США вышла первая книга его стихов, озаглавленная «Стихотворения и поэмы». Она была составлена без участия самого автора.
«Остановка в пустыне» стала первой книгой стихов Бродского, составленной им самим. Бродский составил сборник в СССР, и тексты стихотворений были тайно переправлены в США. Книга была опубликована в 1970 году издательством имени Чехова в Нью-Йорке. В 1988 году издательством «Ардис» было осуществлено второе издание сборника.